# Jean-Pascal Mignot
Jean-Pascal Mignot (Rouen, 26 febbraio 1981) è un ex calciatore francese, di ruolo difensore.

## Palmarès

### Competizioni nazionali
- Coppa di Lega francese: 1

Saint-Étienne: 2012-2013